# Maroko na Letnich Igrzyskach Olimpijskich 2012
Maroko na Letnich Igrzyskach Olimpijskich 2012, które odbyły się w Londynie, reprezentowało 66 zawodników. Zdobyli oni 1 medal, koloru brązowego, zajmując 79 miejsce w klasyfikacji medalowej.
Był to trzynasty start reprezentacji Maroka na letnich igrzyskach olimpijskich.

## Zdobyte medale
| Medal | Zawodnik          | Dyscyplina    | Konkurencja     | Rezultat | Data       |
| ----- | ----------------- | ------------- | --------------- | -------- | ---------- |
| Brąz  | Abdalaati Iguider | Lekkoatletyka | 1500 m mężczyzn | 3:35.13  | 7 sierpnia |

## Reprezentanci

### Boks
Mężczyźni
| Zawodnik             | Konkurencja                     | 1/16             | 1/8              | Ćwierćfinały       | Półfinały        | Finał            | Finał   |
| Zawodnik             | Konkurencja                     | Przeciwnik Wynik | Przeciwnik Wynik | Przeciwnik Wynik   | Przeciwnik Wynik | Przeciwnik Wynik | Pozycja |
| -------------------- | ------------------------------- | ---------------- | ---------------- | ------------------ | ---------------- | ---------------- | ------- |
| Abdelali Daraa       | Waga papierowa (do 49 kg)       | Essomba P 10-13  | NQ               | NQ                 | NQ               | NQ               | NQ      |
| Abubakr Seddik Lbida | Waga kogucia (do 56 kg)         | Balla P 16-16+   | NQ               | NQ                 | NQ               | NQ               | NQ      |
| Abdelhak Aatakni     | Waga lekkopółśrednia (do 64 kg) | Colin P 10-16    | NQ               | NQ                 | NQ               | NQ               | NQ      |
| Mehdi Khalsi         | Waga półśrednia (do 69 kg)      | Suzuki P 13-14   | NQ               | NQ                 | NQ               | NQ               | NQ      |
| Badr-Eddine Haddioui | Waga średnia (do 75 kg)         | Atojew P 9-11    | NQ               | NQ                 | NQ               | NQ               | NQ      |
| Ahmed Barki          | Waga półciężka (do 81 kg)       | Meng F P 8-17    | NQ               | NQ                 | NQ               | NQ               | NQ      |
| Mohammed Arjaoui     | Waga superciężka (ponad 91 kg)  |                  | Mendouo W 15-6   | Cammarelle P 11-12 | NQ               | NQ               | NQ      |

Kobiety
| Zawodniczka    | Konkurencja           | 1/8                 | Ćwierćfinały        | Półfinały           | Finał               | Finał   |
| Zawodniczka    | Konkurencja           | Przeciwniczka Wynik | Przeciwniczka Wynik | Przeciwniczka Wynik | Przeciwniczka Wynik | Pozycja |
| -------------- | --------------------- | ------------------- | ------------------- | ------------------- | ------------------- | ------- |
| Mahjoub Oubtil | Waga lekka (do 60 kg) | Araujo P 12-16      | NQ                  | NQ                  | NQ                  | NQ      |

### Jeździectwo

#### Ujeżdżenie
| Zawodnik         | Koń      | Konkurencja   | Runda 1 | Runda 1 | Runda 2 | Runda 2 | Runda 2         | Runda 2 | Finał | Finał | Finał           | Finał   |
| Zawodnik         | Koń      | Konkurencja   | Wynik   | M.      | Wynik   | M.      | Wynik całkowity | Pozycja | Wynik | M.    | Wynik całkowity | Pozycja |
| ---------------- | -------- | ------------- | ------- | ------- | ------- | ------- | --------------- | ------- | ----- | ----- | --------------- | ------- |
| Yassine Rahmouni | Floresco | Indywidualnie | 64.453  | 49.     | NQ      | NQ      | NQ              | NQ      | NQ    | NQ    | NQ              | NQ      |

### Judo
Mężczyźni
| Zawodnik         | Konkurencja  | 1/32             | 1/16                | 1/8                   | Ćwierćfinały     | Półfinały        | Repesaż 1        | Repesaż 2        | Finał            | Finał   |
| Zawodnik         | Konkurencja  | Przeciwnik Wynik | Przeciwnik Wynik    | Przeciwnik Wynik      | Przeciwnik Wynik | Przeciwnik Wynik | Przeciwnik Wynik | Przeciwnik Wynik | Przeciwnik Wynik | Pozycja |
| ---------------- | ------------ | ---------------- | ------------------- | --------------------- | ---------------- | ---------------- | ---------------- | ---------------- | ---------------- | ------- |
| Yassine Moudatir | do 60 kg     |                  | Jokinen P 0000-0100 | NQ                    | NQ               | NQ               | NQ               | NQ               | NQ               | NQ      |
| Safouane Attaf   | do 81 kg     |                  | Saryee W 1000-0000  | Guilheiro P 0001-1001 | NQ               | NQ               | NQ               | NQ               | NQ               | NQ      |
| El Mehdi Malki   | ponad 100 kg |                  | Roudaki W 0100-0000 | Bor P 0000-0100       | NQ               | NQ               | NQ               | NQ               | NQ               | NQ      |

Kobiety
| Zawodniczka  | Konkurencja | 1/32                | 1/16                | 1/8                 | Ćwierćfinały        | Półfinały           | Repesaż 1           | Repesaż 2           | Finał               | Finał   |
| Zawodniczka  | Konkurencja | Przeciwniczka Wynik | Przeciwniczka Wynik | Przeciwniczka Wynik | Przeciwniczka Wynik | Przeciwniczka Wynik | Przeciwniczka Wynik | Przeciwniczka Wynik | Przeciwniczka Wynik | Pozycja |
| ------------ | ----------- | ------------------- | ------------------- | ------------------- | ------------------- | ------------------- | ------------------- | ------------------- | ------------------- | ------- |
| Rizlen Zouak | do 63 kg    |                     | Drexler P 0000-0011 | NQ                  | NQ                  | NQ                  | NQ                  | NQ                  | NQ                  | NQ      |

### Kajakarstwo

#### Kajakarstwo górskie
| Zawodnik      | Konkurencja | Eliminacje | Eliminacje | Eliminacje | Eliminacje | Eliminacje | Eliminacje | Półfinały | Półfinały | Finał | Finał   | Razem | Pozycja |
| Zawodnik      | Konkurencja | P 1        | M.         | P 2        | M.         | Razem      | M.         | Czas      | Miejsce   | Czas  | Miejsce | Razem | Pozycja |
| ------------- | ----------- | ---------- | ---------- | ---------- | ---------- | ---------- | ---------- | --------- | --------- | ----- | ------- | ----- | ------- |
| Jihane Samlal | K-1 kobiet  | 174.09     | 20.        | 276.32     | 21.        | 174.09     | 21.        | NQ        | NQ        | NQ    | NQ      | NQ    | NQ      |

### Kolarstwo

#### Kolarstwo szosowe
Mężczyźni
| Zawodnik           | Konkurencja                | Czas     | Pozycja |
| ------------------ | -------------------------- | -------- | ------- |
| Soufiane Haddi     | Wyścig ze startu wspólnego | DNF      | DNF     |
| Adil Jelloul       | Wyścig ze startu wspólnego | 5:46:37  | 62.     |
| Mouhssine Lahsaini | Wyścig ze startu wspólnego | DNF      | DNF     |
| Mouhssine Lahsaini | Jazda indywidualna na czas | 57:25.24 | 34.     |

### Lekkoatletyka

#### Mężczyźni
| Konkurencja                   | Zawodnik               | Runda 1  | Runda 1 | Runda 2  | Runda 2 | Półfinał | Półfinał | Finał    | Finał   |
| Konkurencja                   | Zawodnik               | Rezultat | Pozycja | Rezultat | Pozycja | Rezultat | Pozycja  | Rezultat | Pozycja |
| ----------------------------- | ---------------------- | -------- | ------- | -------- | ------- | -------- | -------- | -------- | ------- |
| Bieg na 200 m                 | Aziz Ouhadi            |          |         | 20.80    | 6.      | NQ       | NQ       | NQ       | NQ      |
| Bieg na 800 m                 | Amin al-Manawi         | 1:48.48  | 6.      | —        | —       | NQ       | NQ       | NQ       | NQ      |
| Bieg na 1500 m                | Abdalaati Iguider      | 3:41.08  | 2.      | —        | —       | 3:34.00  | 1.       | 3:35.13  | brąz    |
| Bieg na 1500 m                | Amine Laâlou           | DNS      | DNS     | —        | —       | NQ       | NQ       | NQ       | NQ      |
| Bieg na 1500 m                | Mohamed Moustaoui      | 3:37.41  | 8.      | —        | —       | 3:43.33  | 6.       | NQ       | NQ      |
| Bieg na 5000 m                | Soufiyan Bouqantar     | 13:47.63 | 18.     | —        | —       | —        | —        | NQ       | NQ      |
| Bieg na 5000 m                | Abdalaati Iguider      | 13:15.49 | 5.      | —        | —       | —        | —        | 13:44.19 | 6.      |
| Bieg na 5000 m                | Aziz Lahbabi           | 13:47.57 | 15.     | —        | —       | —        | —        | NQ       | NQ      |
| Bieg na 3000 m z przeszkodami | Hamid Ezzine           | 8:21.25  | 3.      | —        | —       | —        | —        | 8:24.90  | 7.      |
| Bieg na 3000 m z przeszkodami | Hicham Sigueni         | 8:35.89  | 10.     | —        | —       | —        | —        | NQ       | NQ      |
| Bieg na 3000 m z przeszkodami | Brahim Taleb           | 8:29.02  | 3.      | —        | —       | —        | —        | 8:32.40  | 11.     |
| Maraton                       | Abderrahime Bouramdane | —        | —       | —        | —       | —        | —        | DNF      | DNF     |
| Maraton                       | Rashid Kisri           | —        | —       | —        | —       | —        | —        | 2:15:09  | 18.     |

#### Kobiety
| Konkurencja                   | Zawodniczka          | Runda 1  | Runda 1 | Runda 2  | Runda 2 | Półfinał | Półfinał | Finał    | Finał   |
| Konkurencja                   | Zawodniczka          | Rezultat | Pozycja | Rezultat | Pozycja | Rezultat | Pozycja  | Rezultat | Pozycja |
| ----------------------------- | -------------------- | -------- | ------- | -------- | ------- | -------- | -------- | -------- | ------- |
| Bieg na 800 m                 | Malika Akkaoui       | 2:01.78  | 4.      | —        | —       | 2:00.32  | 4.       | NQ       | NQ      |
| Bieg na 800 m                 | Halima Hachlaf       | 2:00.99  | 3.      | —        | —       | 1:58.84  | 5.       | NQ       | NQ      |
| Bieg na 1500 m                | Siham Hilali         | 4:13.34  | 2.      | —        | —       | 4:04.79  | 9.       | NQ       | NQ      |
| Bieg na 1500 m                | Btissam Lakhouad     | DNF      | DNF     | —        | —       | NQ       | NQ       | NQ       | NQ      |
| Bieg na 5000 m                | Nadia Noujani        | DNF      | DNF     | —        | —       | —        | —        | NQ       | NQ      |
| Bieg na 400 m przez płotki    | Hayat Lambarki       | 55.58    | 4.      | —        | —       | 56.18    | 6.       | NQ       | NQ      |
| Bieg na 3000 m z przeszkodami | Salima Ouali Alami   | 9:44.62  | 11.     | —        | —       | —        | —        | NQ       | NQ      |
| Bieg na 3000 m z przeszkodami | Kaltoum Bouaasayriya | 9:58.77  | 10.     | —        | —       | —        | —        | NQ       | NQ      |
| Maraton                       | Soumiya Labani       | —        | —       | —        | —       | —        | —        | DNF      | DNF     |
| Maraton                       | Samira Raif          | —        | —       | —        | —       | —        | —        | 2:38:31  | 73.     |

### Piłka nożna
Mężczyźni
- Reprezentacja mężczyzn

| Nr | Imię i nazwisko        | Data urodzenia (wiek) | Klub              | Pozycja |
| -- | ---------------------- | --------------------- | ----------------- | ------- |
| 1  | Mohamed Amsif          | 7.02.1989 (23)        | FC Augsburg       | B       |
| 2  | Abdelatif Noussir      | 20.02.1990 (22)       | FUS Rabat         | O       |
| 3  | Mohamed Abarhoun       | 3.05.1989 (23)        | MA Tétouan        | O       |
| 4  | Abdelhamid El Kaoutari | 17.03.1990 (22)       | Montpellier HSC   | O       |
| 5  | Zakarya Bergdich       | 7.01.1989 (23)        | RC Lens           | O       |
| 6  | Imad Najah             | 19.02.1991 (21)       | PSV Eindhoven     | P       |
| 7  | Zakaria Labyad         | 9.03.1993 (19)        | Sporting CP       | N       |
| 8  | Driss Fettouhi (c)     | 30.09.1989 (22)       | FC Istres         | P       |
| 9  | Nordin Amrabat         | 31.03.1987 (25)       | Galatasaray SK    | N       |
| 10 | Abdelaziz Barrada      | 19.06.1989 (23)       | Getafe CF         | P       |
| 11 | Soufiane Bidaoui       | 20.04.1990 (22)       | Lierse SK         | N       |
| 12 | Omar El Kaddouri       | 21.08.1990 (21)       | Brescia Calcio    | P       |
| 13 | Zouhair Feddal         | 1.01.1989 (23)        | Espanyol B        | O       |
| 14 | Houssine Kharja        | 9.11.1982 (29)        | Al Arabi Ad-Dauha | P       |
| 15 | Rayan Frikeche         | 9.10.1991 (20)        | Angers SCO        | P       |
| 16 | Yassine Yebbour        | 24.08.1991 (20)       | Stade Rennais     | O       |
| 17 | Soufian El Hassnaoui   | 28.10.1989 (22)       | De Graafschap     | N       |
| 18 | Yassine Bounou         | 5.04.1991 (21)        | Atlético Madryt B | B       |

Trener:  Pim Verbeek
Grupa D
| Zespół    | Pld | W | D | L | GF | GA | GD | Pts |
| --------- | --- | - | - | - | -- | -- | -- | --- |
| Japonia   | 3   | 2 | 1 | 0 | 2  | 0  | +2 | 7   |
| Honduras  | 3   | 1 | 2 | 0 | 3  | 2  | +1 | 5   |
| Maroko    | 3   | 0 | 2 | 1 | 2  | 3  | −1 | 2   |
| Hiszpania | 3   | 0 | 1 | 2 | 0  | 2  | −2 | 1   |

| 26 lipca 2012 | Honduras                    | 2:2   | Maroko                                     |                                              |
| 12:00         | Jerry Bengtson 56', 65' (k) | (0:1) | 39' Abdelaziz Barrada · 67' Zakaria Labyad | Hampden Park, Glasgow Sędzia: Pavel Královec |
| 12:00         | 72' Zakarya Bergdich        | (0:1) |                                            | Hampden Park, Glasgow Sędzia: Pavel Královec |

| 29 lipca 2012 | Japonia           | 1:0   | Maroko |                                                     |
| 19:45         | Kensuke Nagai 84' | (0:0) |        | St James’ Park, Newcastle Sędzia: Svein Oddvar Møen |

| 1 sierpnia 2012 | Hiszpania | 0:0   | Maroko |                                                    |
| 17:00           |           | (0:0) |        | Old Trafford, Manchester Sędzia: Benjamin Williams |

### Pływanie
Kobiety
| Zawodniczka   | Konkurencja          | Eliminacje | Eliminacje | Półfinał | Półfinał | Finał | Finał   |
| Zawodniczka   | Konkurencja          | Czas       | Miejsce    | Czas     | Miejsce  | Czas  | Miejsce |
| ------------- | -------------------- | ---------- | ---------- | -------- | -------- | ----- | ------- |
| Sara El Bekri | 100 m st. klasycznym | 1:08.21    | 18.        | NQ       | NQ       | NQ    | NQ      |
| Sara El Bekri | 200 m st. klasycznym | 2:26.05    | 11.        | 2:25.86  | 11.      | NQ    | NQ      |
| Sara El Bekri | 400 m st. zmiennym   | 4:53.21    | 32.        | —        | —        | NQ    | NQ      |

### Strzelectwo
Kobiety
| Zawodniczka      | Konkurencja | Kwalifikacje | Kwalifikacje | Finał | Finał   |
| Zawodniczka      | Konkurencja | Wynik        | Pozycja      | Wynik | Pozycja |
| ---------------- | ----------- | ------------ | ------------ | ----- | ------- |
| Yasmina Mesfioui | Trap        | 61           | 21.          | NQ    | NQ      |

### Szermierka
Mężczyźni
| Zawodnik              | Konkurencja          | 1/32             | 1/16             | 1/8              | Ćwierćfinały     | Półfinały        | Finał            | Finał   |
| Zawodnik              | Konkurencja          | Przeciwnik Wynik | Przeciwnik Wynik | Przeciwnik Wynik | Przeciwnik Wynik | Przeciwnik Wynik | Przeciwnik Wynik | Pozycja |
| --------------------- | -------------------- | ---------------- | ---------------- | ---------------- | ---------------- | ---------------- | ---------------- | ------- |
| Abdelkarim El Haouari | Szpada indywidualnie | Imre P 8-15      | NQ               | NQ               | NQ               | NQ               | NQ               | NQ      |
| Lahoussine Ali        | Floret indywidualnie | Toldo P 6-15     | NQ               | NQ               | NQ               | NQ               | NQ               | NQ      |

### Taekwondo
| Zawodnik        | Konkurencja | 1/8                 | Ćwierćfinały     | Półfinały        | Repesaż 1        | Repesaż 2        | Finał            | Finał   |
| Zawodnik        | Konkurencja | Przeciwnik Wynik    | Przeciwnik Wynik | Przeciwnik Wynik | Przeciwnik Wynik | Przeciwnik Wynik | Przeciwnik Wynik | Pozycja |
| --------------- | ----------- | ------------------- | ---------------- | ---------------- | ---------------- | ---------------- | ---------------- | ------- |
| Issam Chernoubi | −80 kg m    | Bahave P 3-4        | NQ               | NQ               | NQ               | NQ               | NQ               | NQ      |
| Sanaa Atabrour  | −49 kg k    | López P 0-1         | NQ               | NQ               | NQ               | NQ               | NQ               | NQ      |
| Wiam Dislam     | + 67 kg k   | Hernández P 1-1 SDP | NQ               | NQ               | NQ               | NQ               | NQ               | NQ      |

### Zapasy

#### Styl klasyczny
| Zawodnik      | Konkurencja | Kwalifikacje     | 1/8              | Ćwierćfinał      | Półfinał         | Repesaż 1        | Repesaż 2        | Finał            | Finał   |
| Zawodnik      | Konkurencja | Przeciwnik Wynik | Przeciwnik Wynik | Przeciwnik Wynik | Przeciwnik Wynik | Przeciwnik Wynik | Przeciwnik Wynik | Przeciwnik Wynik | Pozycja |
| ------------- | ----------- | ---------------- | ---------------- | ---------------- | ---------------- | ---------------- | ---------------- | ---------------- | ------- |
| Fouad Fajjari | Do 55 kg    | —                | Nyblom P 0-3     | NQ               | NQ               | NQ               | NQ               | NQ               | 19.     |
| Choukri Atafi | Do 96 kg    | —                | Ayari P 1-3      | NQ               | NQ               | NQ               | NQ               | NQ               | 15.     |